# Флаг Сортавалы
Флаг Сортавалы — официальный конвенциональный (условный) опознавательно-правовой знак, являющийся символом муниципального образования наряду с гербом Сортавалы Сортавальского района Республики Карелия Российской Федерации.
Утверждëн постановлением администрации Сортавальского поселения №19 от 25 февраля 2020 года.

## Описание флага
"Прямоугольное полотнище с отношением ширины флага к длине - 2:3, воспроизводящее композицию герба Сортавальского городского поселения в голубом, желтом и красном цветах".

## Символизм

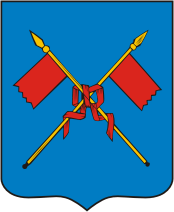
Герб Сортавалы 1788 года

История символики Сортавалы восходит к концу XVII века, когда находившееся под шведским владычеством Сордавалльское графство было отдано во владение семьи Банер. Впоследствии из герба именно этой семьи были позаимствованы перекрещённые кавалерийские пики с флажками (банеры) для создания городской символики. После взятия Сердоболя русскими войсками городские символы не менялись, а 4 октября 1788 года были официально утверждены Екатериной II по докладу Сената «О гербах городов Рижской, Ревельской и Выборгской губернии и некоторых городов Олонецкого наместничества» (закон № 16716). Тогда сердобольский герб описывался так:
Сердобольский старый. В голубом поле на золотых древках красные знамёна, положенные крестообразно.
К концу XIX века герб стал выглядеть более пышно: добавились золотые шнуры на пиках, а флаги стали не чисто красными, а с белыми треугольниками, это сделало его более похожим на родовой герб Банеров. Именно в таком виде герб изобразил в 1892 году финский архитектор Б. И. Аминов на плане города, что стало каноническим изображением и было утверждено, вместе с «Положением о гербе», решением малого городского совета народных депутатов 28 декабря 1991 года в качестве современного символа Сортавалы. Статья вторая Положения гласит:

Нынешний герб города Сортавала

Герб г. Сортавала представляет собой картуш с короной. На картуше на голубом поле изображены флаги, положенные крестообразно. Цвет флагов красный, с белым треугольником в середине. Цвет древков, короны и окантовки картуша — золотой.
Описание нынешнего герба Сортавалы:
В лазоревом (синем, голубом) поле накрест два злотых копья с червлеными (красными) значками, перевитые червленой лентой. Щит увенчан муниципальной короной установленного образца.